# Zygmunt Kostrzewski
Zygmunt Kostrzewski (ur. 6 kwietnia 1897 w Przemyślu, zm. 14 maja 1919 pod Kulikowem) – podporucznik pilot Wojska Polskiego, uczestnik wojny polsko-ukraińskiej, kawaler Orderu Virtuti Militari.

## Życiorys
Syn Aleksandra i Joanny. Pochodził z rodziny o tradycjach patriotycznych – jego dziadek brał udział w powstaniu listopadowym. W 1912 wstąpił do Związku Strzeleckiego. Po dwóch latach, jako instruktor, szkolił nowych członków „Strzelca”. W sierpniu 1914 roku, po  wybuchu I wojny światowej, ze swoim plutonem wcielony został do Legionu Wschodniego. Po jego rozwiązaniu 21 września 1914 roku Zygmunt Kostrzewski starał się przedostać do I Brygady Legionów Polskich, jednak z powodu ciężkiej choroby pozostał w Przemyślu w domu rodzinnym, gdzie przeżył pierwsze oblężenie przez wojska rosyjskie. Po oblężeniu wyjechał do Cieszyna, gdzie wstąpił do gimnazjum. 
Powołany w 1915 roku do armii Austro-Węgier, przez kilka miesięcy brał udział w walkach na froncie wschodnim. Służył w szeregach 10, a następnie 60 pułku piechoty. Po powrocie z frontu zdał maturę w Cieszynie i wstąpił do szkoły oficerskiej. Starał się o przydział do jednostek lotniczych. Kostrzewski został skierowany do szkoły pilotów i następnie, w stopniu podporucznika pilota, został skierowany na front włoski. Do października 1918 roku służył w eskadrze myśliwskiej Flik 42/J. Na stopień chorążego został mianowany ze starszeństwem z 1 października 1916, a na stopień podporucznika ze starszeństwem z 1 lutego 1917 w korpusie oficerów rezerwy piechoty.
W listopadzie 1918 roku przebywał na urlopie w rodzinnym Przemyślu, gdzie zastał go upadek Austrii i wybuch wojny polsko-ukraińskiej. Kostrzewski zgłosił się do Wojska Polskiego. Został mianowany komendantem lotniska w Hureczku, które z niewielką grupą żołnierzy bronił przed atakami Ukraińców. Wkrótce cały sprzęt lotniczy przewiózł do Krakowa. Od stycznia 1919 roku Kostrzewski przydzielony został do 7 Eskadry Lotniczej wchodzącej w skład III Grupy Lotniczej. Odbył liczne loty bojowe z lotniska Lewandówka we Lwowie. Został mianowany pilotem na mocy dekretu Naczelnego Wodza z dnia 6.02.1919 r.
14 maja w załodze z podporucznikiem obserwatorem Mieczysławem Motylewskim w grupie kapitana Bastyra wraz z 8 innymi załogami wziął udział w walkach pod Kulikowem, wspierając działania piechoty podczas polskiej ofensywy. W czasie drugiego wylotu lecący na niskiej wysokości samolot Kostrzewskiego (Oeffag C.II nr 52.20) został trafiony serią z karabinu maszynowego. Kostrzewski trafiony w głowę i pierś 7 kulami zginął na miejscu. Spadający samolot pogrzebał także podporucznika obserwatora Mieczysław Motylewskiego.
Został pochowany na Cmentarzu Obrońców Lwowa w Mauzoleum Bohaterów w krypcie V.

## Ordery i odznaczenia
- Krzyż Srebrny Orderu Virtuti Militari nr 8124 – pośmiertnie 27 lipca 1922[9]
- Krzyż Walecznych – pośmiertnie 1921[10]
- Polowa Odznaka Pilota – pośmiertnie 11 listopada 1928 roku „za loty bojowe nad nieprzyjacielem w czasie wojny 1918-1920”[11]
- Signum Laudis Brązowy Medal Zasługi Wojskowej z mieczami na wstążce Krzyża Zasługi Wojskowej[4]
- Srebrny Medal Waleczności 1 klasy[4]